# Гадски, Йоханна Агнес
Йоханна Эмилия Агнес Гадски (нем. Johanna Gadski; 15 июня 1872, Анклам, Пруссия — 22 февраля 1932, Берлин) — немецкая оперная певица (драматическое сопрано).

## Биография
Музыкальное образование получила в Штеттине. Дебютировала на оперной сцене в 1889 году в Берлине («Кролль-театр») в главной роли в опере «Ундина» П. И. Чайковского, пела в Берлине до 1893 года.
В 1894—1896 годах гастролировала в Майнце, Бремене, Амстердаме, Гааге, в 1896—1898 годах работала в США в составе оперной труппы В. Дамроша.
В 1898—1917 годах — солистка театра «Метрополитен-опера» (Нью-Йорк); одновременно выступала в Байрёйте (1899), Лондоне (1899—1901), Мюнхене (1906, фестиваль опер Моцарта и Вагнера) и других городах. В 1929—1931 годах — солистка немецкой оперной труппы в Нью-Йорке.
Пользовалась широкой известностью; с особенным успехом выступала в партиях вагнеровского репертуара.
Погибла в Берлине в результате автомобильной катастрофы.
Дочь, Карлотта Таушер Буш (нем. Charlotte Tauscher Busch; 1893—1967) — вокальный педагог.

## Избранные партии
- Изольда, Брунгильда, Елизавета («Тристан и Изольда», «Кольцо Нибелунга», «Тангейзер» Рихарда Вагнера),
- Агата («Вольный стрелок» К. Вебера),
- Эльвира («Дон Жуан» Вольфганга Амадея Моцарта),
- Сантуцца («Сельская честь» Пьетро Масканьи),
- Валентина («Гугеноты» Джакомо Мейербера),
- Аида (одноимённая опера Джузеппе Верди и др.